# Пам'ятник мамонтові (Кулішівка)
Па́м'ятник ма́монтові — оригінальний пам'ятник на честь мамонта (виявлення кістяка доісторичної тварини) в селі Кулішівка Роменського району Сумської області. Перший і тривалий час єдиний у світі пам'ятник мамонтові.

## Загальні дані
Пам'ятник розташований на околиці села Кулішівки.
Монумент увічнює два історичних факти:
1. знахідку в цьому місці добре збереженого кістяка мамонта;
2. саме в цій місцевості проходив кордон між Московським царством і Польсько-Литовською Річчю Посполитою.

## Опис

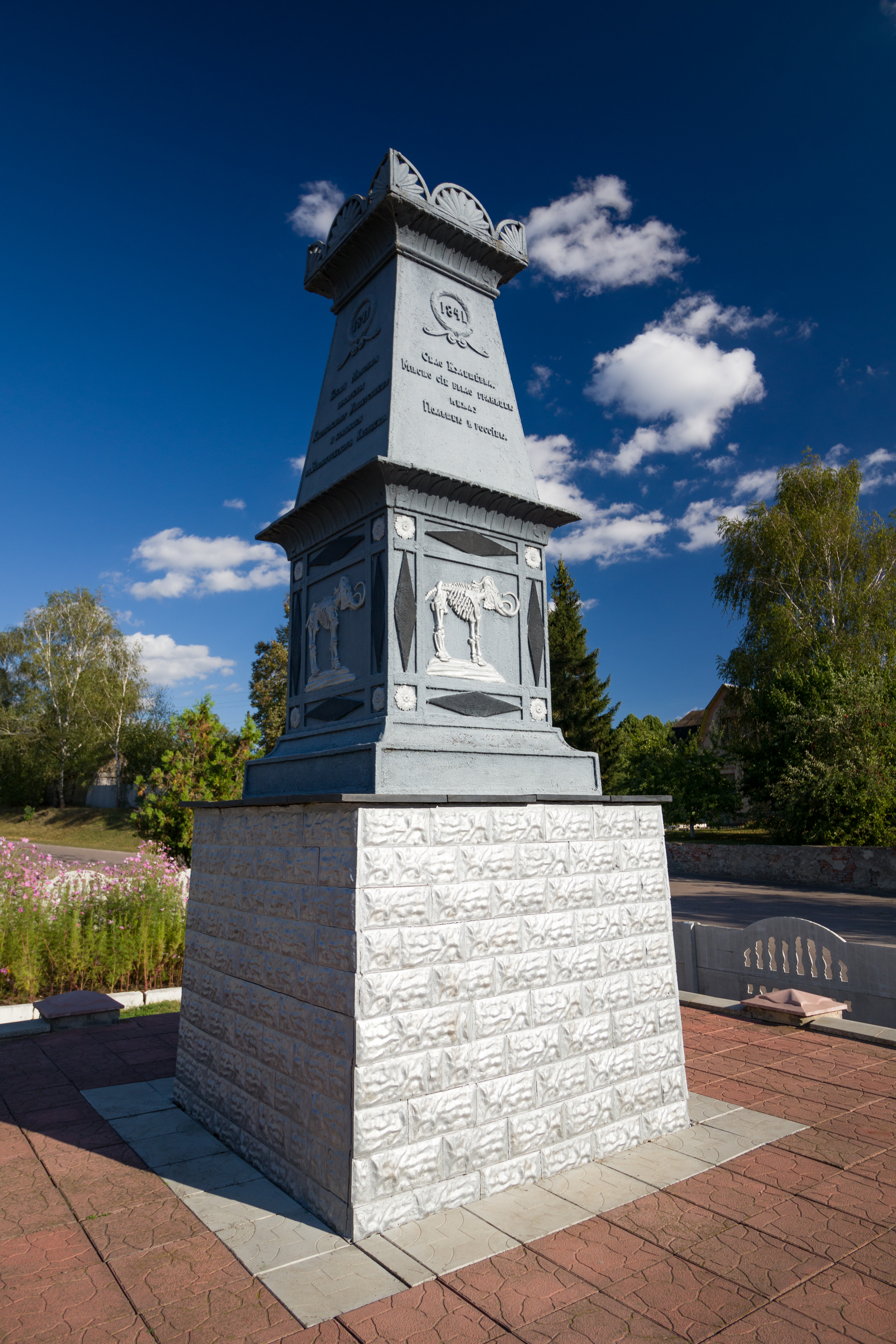
Загальний виглял

Пам'ятник мамонтові — чотиригранна металева стела, встановлена у теперішній час на невеликому кам'янистому постаменті, на гранях якої згори вказаний рік «1841», зображено барельєф мамонта й викарбувана різноманітна інформація про цінність і важливість палеонтологічної знахідки, в також про те, що в цьому місці проходив кордон між Росією і Річчю Посполитою.
Зокрема, на гранях є такі надписи:
- «Мєсто сіє било граніцею меж Польшею і Россією».
- «Сія чрєзвичайная редкость отискана в присутствії владєльца оберкамергера графа Ю. А. Головкіна».
- «Кості мамонта оставлєни Харьковскому Університету і хранятся в Зоологіческом кабінетє»

## З історії пам'ятника
У першій половині XIX століття село належало представникові знатного роду Юрію Головкіну, котрий був попечителем Харківського університету. Його маєток розташовувався неподалік (за 3 км) від Кулішівки, в тодішньому містечку (тепер село) Костянтинові.
Восени 1839 року граф розпочав будівництво ґуральні. Копаючи яму під фундамент, робітники наштовхнулися на величезні кістки і, злякавшись, відразу повідомили про це графа. Рештки невідомих тварин знайшли саме в той період, коли науковці тільки-но починали вивчати доісторичних істот. Юрій Головкін, як освічена й забезпечена для свого часу людина, збагнув, що йшлося про справжню археологічну знахідку. Він одразу повідомив про це свого друга — професора медицини Харківського університету Івана Йосиповича Калиниченка. Видатний вчений-натураліст зацікавився знахідкою і особисто прибув у Кулішівку з експедицією. Розкопки поблизу Кулішівки на березі річки Хусь тривали десять днів поспіль. Повністю закінчити роботу не вдалося. На заваді стали ґрунтові води. Проте археологам пощастило зібрати два повних скелети мамонтів. Знайдені кістяки вивозили з Кулішівки кіньми до Харкова, де зберігались в зоологічному кабінеті універститету (тепер історичному музеї), однак подальша доля всієї знахідки наразі невідома.
Відтак, на території Україні рештки мамонта були знайдені вперше. Крім скелетів мамонтів, було виявлено багато кісток інших ссавців льодовикового періоду — шерстистого носорога, великорогого оленя, диких коней тощо. Науковці таку велику кількість кісток пояснили тим, що близько 15 тисяч років тому, імовірно, тут була стоянка первісних людей доби пізнього палеоліту. Знайдені тут рештки мамонта ідентифіковані як Mammuthus trogontherii (степовий мамонт), найбільшимого, — дорослий самець цього виду сягав 4,5 м заввишки і до 18 тонн завважки, мав бивні до 5 м завдовжки.
У 1841 році на візначення наукового відкриття було встановлено один з найоригінальніших у світовій історії пам'ятник мамонтові. Автором проекту пам'ятника був сам Іван Калениченко. Кошти на його виливку на одному із заводів Харкова надав власник маєтку Юрій Головкін.
У другу світову війну одну з плит було пробито кулеметою кулею. У 1948 році І.П. Подоплічко та П.І. Борисласький дослідили пам'ятник і через два роки за дорученням Інституту археології його було реставровано (оновлено фундамент).

## Сім чудес Сумщини
На старті загальноукраїнської культурної акції «Сім чудес України» у травні 2007 року Пам'ятник мамонтові (разом із Софроніївським монастирем та Круглим двором увійшов до трійки «чудес» від Сумщини у «топ-100» найдивовижніших об'єктів держави.
Від цього ж (2007) року пам'ятник є однією з пам'яток Державного історико-культурного заповідника «Посулля».

## Інші пам'ятники мамонтам
Інші пам'ятники мамонтам встановлені у декількох містах російського Сибіру:
- у Якутську — перед будинком Інституту мерзлотознавства імені академіка П. І. Мельникова Сибірського відділення РАН; теж на відзначення місця археологічної знахідки;
- у Салехарді — фігура мамонта при в'їзді до міста;
- у Ханти-Мансійську — у вересні 2007 року на честь святкування Дня міста були встановлені вилиті з бронзи сім фігур мамонтів загальною вагою 70 тонн, найменшою з яких є мамонтеня заввишки 3 метри[3].

## Відображення в культурі
З 1996 року (запатентовано у 2002 році) Сумський лікеро-горілчаного завод виготовляв горілку «Недригайлівська» з ароматом лимона, зубрівки та звіробою.

## Виноски
1. 1 2 3  Скрипченко І.В., Абаровський І.К. Недригайлівщина: у дзеркалі історії: нариси з історії Недригайлівського району Сумської області з найдавніших часів до початку ХХІ століття. Науково-популярне видання. — Суми : "Собор", 2010. — С. 448. — ISBN 978-966-7164-64-5.
2. ↑  Топ-100 [Архівовано 29 липня 2011 у Wayback Machine.] акції «Сім чудес України»
3. ↑  Экспресс К: Что наша жизнь? — Югра! [Архівовано 13 грудня 2009 у Wayback Machine.] (рос.)
4. ↑  Інтернет-газета Недригайлів сьогодні. ЮВІЛЕЙ ГОРІЛКИ "НЕДРИГАЙЛІВСЬКА" (скорочено)